# 산업재해보상보험
산업재해보상보험(産業災害補償保險)은 공업화 진전과 더불어 발생하는 산업재해 노동자를 보호하기 위하여 마련된 사회보험이다. 산재보험이라고 불리기도 하며 질병, 장애, 노령, 사망, 실업 등으로부터 국민을 보호하기 위해 산업재해보상보험, 국민건강보험, 국민연금, 고용보험 등의 사회보험이 있다. 이를 가리켜 '4대 사회보험'이라고 칭한다.

## 역사
세계 최초의 사회보험법(1883년)과 산재보험법(1884년)은 독일에서 제정되었다. 산업재해보상보험은 특히 업무를 수행하는 과정 중 발생한 사고의 결과 나타난 질병, 장해(대부분의 사회보장법에서는 기존에 "장해"에서 "장애"로 바꾸어 표현하고 있으나, 산재보험법에서는 장해라는 개념을 그대로 유지하고 있다.) 부상,사망을 보호하기 위하여 발생한 제도이다. 대한민국에서는 1964년 산업재해보상보험 시행을 시작으로 1977년 국민건강보험을, 1988년 국민연금을, 1995년 고용보험을 시행하여 현재의 4대 사회보험을 갖추게 되었다.

## 산재보험법의 목적
이 법은 산업재해보상보험 사업을 시행하여 노동자의 업무상의 재해를 신속하고 공정하게 보상하며, 재해근로자의 재활 및 사회 복귀를 촉진하기 위하여 이에 필요한 보험시설을 설치·운영하고, 재해 예방과 그 밖에 근로자의 복지 증진을 위한 사업을 시행하여 근로자 보호에 이바지하는 것을 목적으로 한다.

## 특징
1. 노동자의 업무상 재해에 대하여 사용자에게 고의 과실의 유무를 묻지 않고 재해로 인한 손해의 배상 책임을 지게 하는 무과실책임주의이다.
2. 보험사업에 소요되는 재원인 보험료는 원칙적으로 사업주가 전액 부담한다.
3. 산업재해발생시 손해전체를 보상하는 것이 아니라 평균임금을 기초로 보상한다.

## 보험급여의 종류
산업재해보상보험의 종류는 산업재해보상보험법으로 정해진다.
1) 요양급여 : 업무상 재해로 요양기간이 4일 이상인 경우 국민건강보험 진료수가 범위 내에서 요양비 전액.
2) 휴업급여 : 요양을 취업하지 못한 기간 1일에 대하여 평균임금의 70% 상당액.
3) 장해급여 : 업무상 재해의 치유후 당해 재해와 상당인과관계가 있는 장해가 남게 되는 경우 그 장해정도에 따라 지급.
4) 간병급여 : 요양급여를 받은 자가 치유 후 의학적으로 상시 또는 수시로 간병이 필요하여 실제로 간병을 받는 자에게 지급
5) 상병보상연금 : 당해 부상 또는 질병이 2년이 경과되어도 치유되지 않고 폐질등급 1-3급에 해당하는 장기 환자에 대하여 휴업급여 대신에 보다 높은 수준의 보헙급여 지급.
6) 유족급여 : 업무상 재해로 사망하거나 사망의 추정시 그 유족의 생활보장을 위하여 지급.
7) 장의비 : 장제 실행에 소요된 비용지급.
8) 직업재활급여 : 산재근로자의 재취업 촉진을 위한 직업훈련비용 및 직업훈련수당, 원직장복귀촉진을 위한 직장복귀지원금, 직장적응훈련비, 재활운동비 등 지급.

## 보험급여 산정기초
1. 원칙: 보험급여 중 휴업급여, 장해급여, 유족급여, 상병보상연금 및 장의비의 지급하기 위해서는 그 기초가 되는 평균임금을 먼저 산정하여야 한다. 다만 평균임금을 산정하기 어려운 경우에는 근로기준법->근로기준법 시행령 제4조의 규정에 의하여 노동부장관의 평균임금 산정특례에 의하여 결정한다.
2) 예외 : 진폐 등 대통령령으로 정하는 직업병으로 보험급여를 받게되는 근로자에게 평균임금을 적용하는 것이 근로자 보호에 적당하지 않다고 인정되는 경우에는 '직업병에 걸린 사람에 대한 평균임금 산정특례'를 적용한다. 그리고 일용직 근로자와 같이 근로의 계속성이 보장되지 않는 근로자의 경우에는 통상근로계수에 의하여 평균임금을 산정한다.

## 보험급여 수급권 보호
보험급여를 받을 수 있는 권리인 수급권은 노동자와 유족의 생활안정을 위하여 양도, 압류, 담보제공을 법률로 금지하고 있다. 또한 수급권은 노동자의 퇴직으로 소멸하지도 않는다. 다만, 3년간 수급권을 행사하지 않을 경우 소멸시효에 의하여 소멸한다. 각종 보험급여의 청구자인 노동자가 사망한 경우에는 사망한 노동자의 유족이 청구권자가 되며, 이때 유족은 <<산업재해보상보험법>> 제65조에 따라 청구 순위를 결정한다.

## 소멸시효
산업재해보상보험법에서는 보험급여를 받을 권리인 수급권에 대하여 3년간 행사하지 않을 경우 소멸시효가 완성되어 더 이상 수급자가 수급권을 행사하지 못하게 된다. 따라서 이러한 소멸시효의 중단을 위해서는 보험급여 청구를 하여야 한다. 업무상 재해여부의 판단을 필요로 하는 최초 요양급여(재요양급여)신청을 한 경우 다른 보험급여에도 시효중단의 효력이 미친다.

## 산재보험법상 최고보상제도의 소급적용 사건
산재보험법상 최고보상제도의 소급적용 사건은 대한민국 헌법재판소 판례이다.

### 사회보장수급권
산재보험수급권은 사회보장수급권의 하나이다.
공법상의 권리인 사회보험수급권이 재산권적인 성질을 가지기 위해서는 (1) 공법상의 권리가 권리주체에게 귀속되어 개인의 이익을 위해 이용 가능해야 하고,(사적 유용성), (2) 국가의 일방적인 급부에 의한 것이 아니라 권리주체의 노동이나 투자, 특별한 희생에 의하여 획득되어 자신이 행한 급부의 등가물에 해당하는 것이어야 하며(수급자의 상당한 자기기여), (3) 수급자의 생존의 확보에 기여해야 한다(생존보장에기여). 이러한 기준에 비추어 볼 때, 청구인들은 법 소정의 요건을 갖추어 장해보상연금을 이미 수령하던 자들이므로 청구인들의 장해보상연금청구권은 헌법상 보장되는 재산권의 범주에 속한다.

### 법상 최고보상제도
보험급여의 최고보상한도를 설정함으로써 급여수준의 형평성을 제고하고 제한적이나마 소득재분배기능을 높이기 위하여 도입되었다.

### 소급입법에 의한 재산권의 침해여부
심판대상조항은 청구인들과 같은 기존의 장해보상연금 수급권자들에 대하여 이미 발생하여 이행기가 도래한 장해연금 수급권의 내용을 변경하지는 아니하고, 심판대상조항 시행 이후의 법률관계, 즉 장래 이행기가 도래하는 장해연금수급권의 내용을 변경하는 것에 불과하므로, 진정 소급입법에는 해당하지 않는다.

### 신뢰보호의 원칙
신뢰보호원칙의 위반 여부를 판단함에 있어서는, 첫째, 보호가치 있는 신뢰이익이 존재하는가, 둘째, 과거에 발생한 생활관계를 현재의 법으로 규율함으로써 달성되는 공익이 무엇인가, 셋째, 개인의 신뢰이익과 공익상의 이익을 비교 형량하여 어떠한 법익이 우위를 차지하는가를 살펴보아야 한다. 평균임금 및 장해보장연금 지급수준에 대한 청구인들의 정당한 신뢰를 침해하는 것이다. 잔존 노동능력의 범위 내에서 다른 소득활동을 하지 않는 이상 종전의 생활수준을 유지하는 것이 불가능하다. 사용자와 손해배상에 대해 적은 액수로 합의하거나 사용자에 대한 민사상 손해배상을 포기하였다는 측면도 있다. 장해보상연금수급권이 사회보장수급권의 성격을 가지고 있어 그 형성에 입법자의 재량이 인정된다 하더라도 일반적으로 입법자의 광범위한 입법재량이 허용되는 공적 부조의 경우에 비하여 입법형성권의 범위는 상당히 축소되는 것으로 보아야 할 것이고, 산업재해보상보험이 사회보험적 성격이 있다는 이유만으로 법이 최고보상제도를 신설하여 기존 장해보상연금수급자의 정당한 신로를 침해하는 것은 정당화되기 어렵다. 제도의 시행 이전에 이미 재해를 입고 산재보상수급권이 확정적으로 발생한 청구인들에 대하여 그 수급권이 내용을 일시에 급격히 변경하여 가면서까지 적용할 수 있는 것은 아니다.  소득재분배는 국가의 정책적 문제로서 근본적으로 조세정책 또는 다른 사회보장제도의 확충을 통해서 해결할 문제이다.

## 같이 보기
- 노동법
- 생활임금
- 문서제출명령
- 보험

## 참고 문헌
- 헌법재판소 판례 2009.5.28. 2005헌바20·22, 2009헌바30
- 정회철, 최근 5년 중요헌법판례,윌비스, 2014.